# Spermacoce schlechteri
Spermacoce schlechteri är en måreväxtart som beskrevs av Karl Moritz Schumann och Bernard Verdcourt. Spermacoce schlechteri ingår i släktet Spermacoce och familjen måreväxter.
Artens utbredningsområde är Moçambique. Inga underarter finns listade i Catalogue of Life.